# Anna Lewandowska

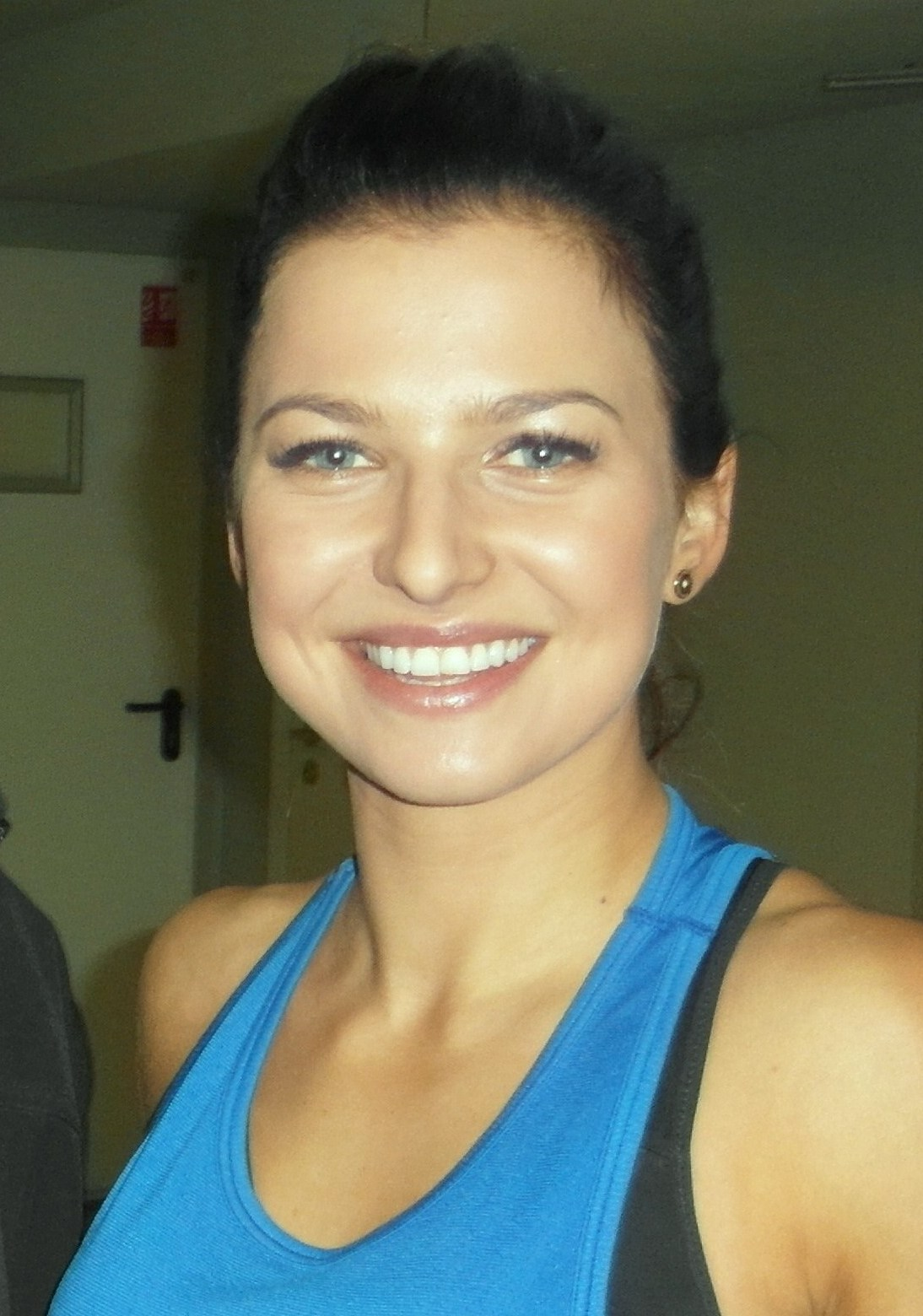
Anna Lewandowska (2011)

Anna Lewandowska (* 7. September 1988 in Łódź als Anna Maria Stachurska) ist eine polnische Sportlerin und Unternehmerin. Als Karateka gewann sie nationale und internationale Titel in verschiedenen Altersklassen im Fudokan-Karate.

## Biografie
Sie wurde in Łódź als Tochter von Bogdan Stachurski und seiner Frau Maria geboren. Lewandowska ist Absolventin der Akademia Wychowania Fizycznego Józefa Piłsudskiego w Warszawie (Józef-Piłsudski-Akademie für Leibeserziehung in Warschau). Sie erhielt ihren Abschluss im Jahr 2012.
Sie ist Mitglied des Karateclubs Pruszkow. Während ihrer Karriere gewann sie zwischen 2005 und 2014 drei Medaillen bei den Weltmeisterschaften der Senioren, sechs Medaillen bei den Europameisterschaften in verschiedenen Altersklassen (darunter zwei bei den Europameisterschaften der Senioren) und 29 Medaillen bei den polnischen Meisterschaften. Seit dem Ende ihrer Karriere ist sie Ernährungsberaterin, betreibt eine eigene Cafékette namens Healthy Store by Ann und besitzt mehrere weitere Unternehmen, darunter eine Kosmetiklinie.

## Privates
Am 22. Juni 2013 heiratete sie in Serock den polnischen Fußballspieler Robert Lewandowski. Am 4. Mai 2017 brachte sie die gemeinsame Tochter Klara Lewandowska zur Welt. Ihre zweite Tochter, Laura Lewandowska, wurde am 6. Mai 2020 geboren.